# 浅井慶三郎
浅井 慶三郎（あさい けいざぶろう、1930年10月5日 - 2016年9月25日）は、日本の経営学者。
東京出身。1953年慶應義塾大学経済学部卒、1963年同大学院博士課程満期退学。1966年慶大商学部専任講師、1967年助教授、1974年教授。1996年定年、名誉教授、常葉学園浜松大学教授、1998年校名変更で浜松大学教授。2001年退職。2000年「サービスとマーケティング パートナーシップマーケティングへの展望」で慶大商学博士。

## 著書
- 『マクロ・リテイリング 小売業の進歩と革新』税務経理協会 1977
- 『サービスの演出戦略 リレーションシップ・マーケティングの幕開け』同文館出版 1987
- 『サービスのマーケティング管理 ヒューマンビジネスの設計』同文館出版 1989
- 『マーケティング論 基本概念から新しい視角へ』調理栄養教育公社 1994
- 『サービスとマーケティング パートナーシップマーケティングへの展望』同文舘出版 2000

### 共編著
- 『サービス業のマーケティング』清水滋共編著 同文館出版 1985
- 『外食産業の競争戦略 事例にみる価格戦争から未来戦略まで』沢田藤司之共著 ビジネス社 1988
- 『マーケティング 基本から新しい視野へ』中原龍輝,干田英晶共編著 調理栄養教育公社 2001

### 翻訳
- D.N.トンプソン『フランチャイズ・システム 経済学的・法学的分析』東京教学社 1973

## 論文
- ＜朝井慶三郎